# Himba
Himba (singular: OmuHimba, plural: OvaHimba) är en folkgrupp (mellan 30 000 och 50 000 personer) som lever i Kunene-regionen (tidigare Kaokoland) i norra Namibia. De är ett nomadiskt folk, nära släkt med herero och talar samma språk.

## Dagligt liv
Himba håller boskap och getter som tamdjur. Kvinnorna ansvarar för att mjölka korna. De tar även hand om barnen, och det är vanligt att en kvinna tar hand om en annan kvinnas barn. Kvinnornas arbetsuppgifter är ofta mer arbetsintensiva än männens - det är till exempel kvinnorna som hämtar vatten till byn och bygger hemmen. Männen bestämmer och hanterar de politiska och legala uppgifterna.

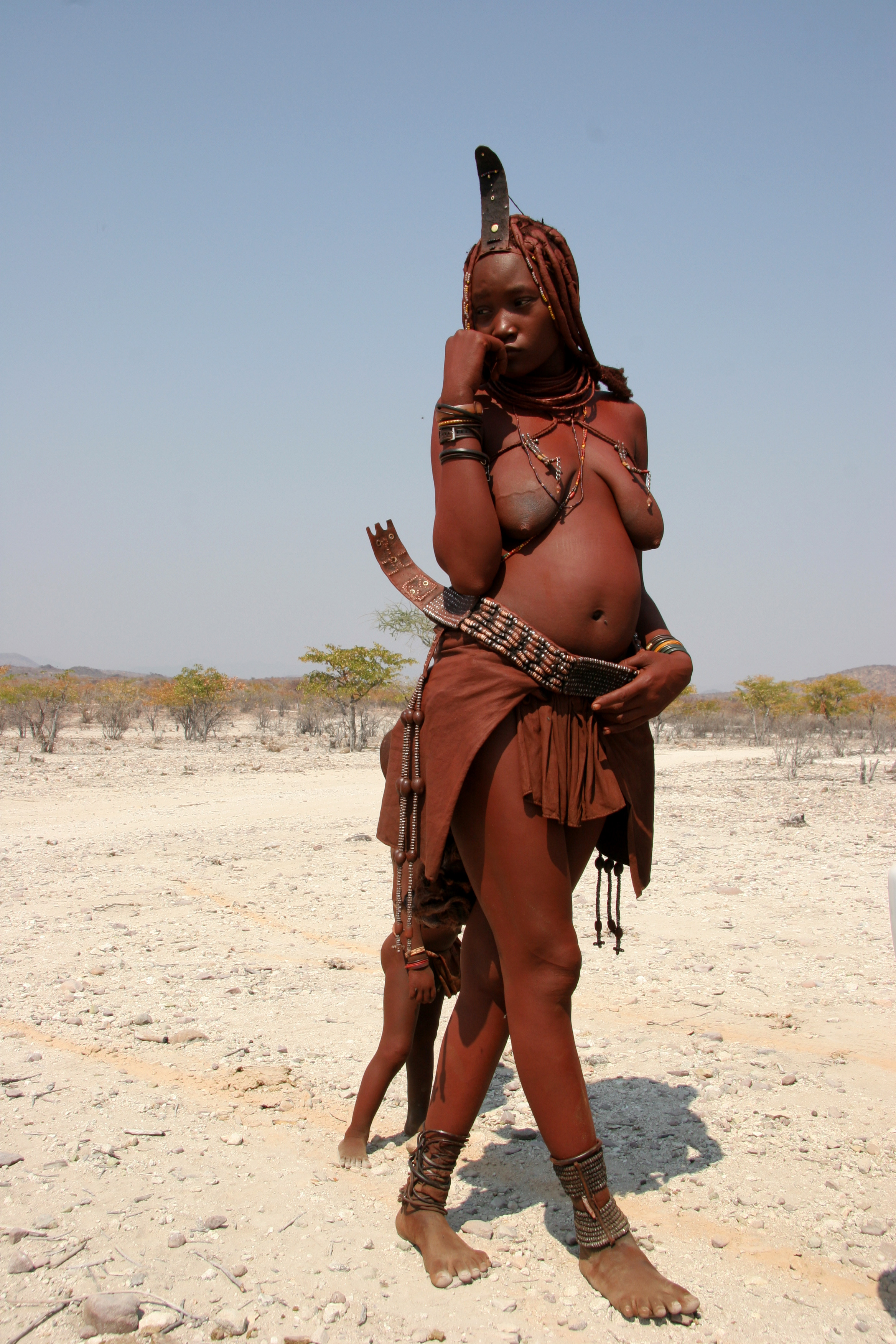
Himba-kvinna.

Himba bär mycket lite kläder, men kvinnorna är kända för att täcka huden med en blandning av fett, ockra och örter för att skydda sig från solen. Blandningen ger huden en rödaktig färgton som är en del av himbas skönhetsideal. Den röda färgen har även symbolisk innebörd då rött symboliserar blodet och livet samt jordens röda färger.
Pojkar genomgår vanligtvis omskärelse före puberteten, och anses därefter vara redo att gifta sig. När en dotter föds arrangeras hennes äktenskap och giftermålet äger vanligen rum när hon är mellan 14 och 17.[källa behövs] Av tradition sover manliga gäster med fruarna när de är på besök. Makarna sover i ett annat rum eller utomhus.

## Stamstrukturen
Himba lever i ett hårt ökenklimat med få influenser från omvärlden, och har därför kvar mycket av sin traditionella livsstil. Medlemmarna lever i en välordnad stamstruktur som hjälper dem att överleva i en av jordens mest extrema miljöer.
Varje medlem i stammen tillhör två klaner (s.k. bilateralt släktskap), en genom fadern och en annan genom modern. En himba-klan leds av dess äldsta manliga medlem. Söner lever med faderns klan och när döttrar gifter sig övergår de till att leva med sin mans klan. Arv och välstånd kommer dock inte från faderns klan utan från moderns; en son ärver till exempel inte sin fars boskap utan kan istället ärva sin morbrors boskap.

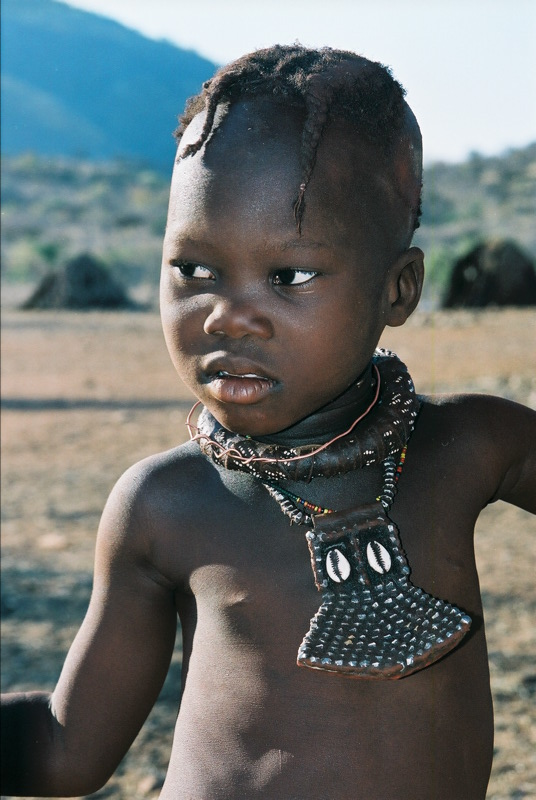
Ett litet Himba-barn.

Bilateralt släktskap är normen bland de flesta folkslag som lever i utvecklade länder i västvärlden, men mindre vanligt bland andra folk. Antropologer har dock konstaterat att systemet är fördelaktigt för grupper som likt himba lever i extrema miljöer eftersom varje individ kan få stöd från två grupper av individer som är spridda över ett stort område.

## Katastrofer och motgångar
Himbas historia är kantad av svåra motgångar som svår torka och gerillakrigföring, särskilt under Namibias befrielsekamp och som ett resultat av inbördeskriget i det närbelägna Angola. År 1904 led de svårt av den tyska kolonialmakten under Lothar von Trotha, vars folkmord också decimerade andra grupper i Namibia, särskilt herero och nama.
På 1980-talet såg det ut som att himbas traditionella levnadssätt stod inför sin slutpunkt. En svår torka dödade 90 procent av deras boskap. Många gav upp och flydde till staden Opuwo där de levde i stora slumområden, beroende av internationell nödhjälp. Eftersom de levde nära Angolas gräns, blev många också kidnappningsoffer i det angolanska inbördeskriget.

## Förbättringar på 1990-talet
Sedan 1990-talet, har himba haft vissa framgångar med att vidmakthålla kontrollen över sina landområden. En del lever nu på områden där de har tilldelats kontrollen över vildmark och turism. De har samarbetat med internationella aktivister för att förhindra ett vattenkraft-projekt som hotade att förstöra deras landområden. 
Namibias regering har satt upp mobila skolor till himba-barnen.

## Religion
Himba är ett monoteistiskt folk som tillber guden Mukuru, men de tillber också sina förfäders andar. Varje familj har sin egen förfäderseld, vaktad av eldvakten, som en gång i veckan närmar sig elden för att tala med Mukuru och förfäderna på sin familjs vägnar.